# Добривоје Бошковић (песник)
Добривоје Бошковић (Грделица, 1936) српски је песник, драмски писац, романсијер, гитариста, композитор, светски путник и полиглота.

## Биографија
Рођен је 1936. године, у Грделици, где је завршио основно образовање. Средње образовање је наставио у Лесковцу и Нишу. Дипломирао је на Медицинском факултету у Београду, а постдипломске студије и специјализацију завршио у Гетингену и Келну (Немачка).

## Стручни радови
- Муцање као говорна мана, Београд 1973.
- Физиологија уметничког певања, Београд 2014.

## Поеме
- Чежња, Македонски информативни центар, Београд 1993.
- Посланица, Македонски информативни центар, Београд 2001.
- Крик понора, Мирослав, Београд 2012.
- Грех, Македонски инфомативни центар, Панчево, 2013.
- Рано и позно, Македински издавачки и информативни центар, Панчево, 2014.

## Драме
- Грделички крос, комедија, Београд 2009.
- Растко, српски краљеви Стефан Драгутин и Стефан Урош Други Милутин, цар Душан Силни, Цар Лазар
- Смрт вилењака, Арка, Смедерево 2010.

## Романи
- Сагореле сени (I-II), Књиготека, Београд 2002.
- Валсотино империјал, Београд 2003.